# Taxon
Taxon, i plural taxa, är det allmänna begreppet för enheterna/avdelningarna inom biologisk systematik. Dock varierar storleken och innehållet för ett taxon med vilken systematisk nivå man talar om. Ett taxon kan exempelvis utgöras av en underart, en art, ett släkte, en grupp av närbesläktade arter, en familj, en ordning, en grupp närbesläktade familjer, eller ännu större systematiska enheter.
Begreppet taxon används till exempel för att beskriva omfång av botaniska samlingar som herbarier eller botaniska trädgårdar, eller undersökningar av biologisk mångfald, där det inte alltid är möjligt att räkna antalet enheter på identisk systematisk nivå. Ofta är det svårt att i dessa fall alltid bestämma ett exemplar till dess art, men man kan fastställa vilket släkte eller vilken familj det bör tillhöra. Ett exempel: du samlar ihop tio olika växter till ditt herbarium och kan avgöra att de tillhör samma familj, fördelar sig på fyra olika släkten, och åtta av dem kan du artbestämma. Taxonomiskt har du då på den "lägsta" systematiska nivån bara kunnat bestämma 80 % av ditt herbarium, medan du på högre nivåer har identifierat 100 %. Du vet att alla dina växtexemplar tillhör samma taxon på familjenivå och att de tillhör fyra olika taxa på släktnivå, men på artnivå har du två för dig okända taxa (=de arter du inte kunde identifiera).  I ett stort herbarium finns ofta också flera exemplar av samma objekt så när man beskriver att Naturhistoriska Riksmuseets herbarium har 3 miljoner exemplar (=herbarieark) betyder det inte att det är 3 miljoner taxa. 
Vid biodiversitetsmätningar brukar man ange antalet funna taxa, vilket då betyder antalet unika taxa bestämda till lägsta möjliga nivå. I vårt exempelherbarium har vi 10 unika taxa trots att de tillhör samma familj, medan vi måste räkna bort alla herbarieark i riksmuseets samlingar som är dubbletter av varandra för att kunna räkna ut antalet taxa. Om man definierar en systematisk nivå kan man alltså se olika mönster, på familjenivå är ju diversiteten i vårt herbarium låg (bara en familj är representerad). 
Ibland ser man på engelska beteckningen "operational unit" istället för taxon för att understryka att det man studerar inte nödvändigtvis måste tillhöra samma systematiska nivå eller att den systematiska nivån inte är känd.